# Guy Blancard
Guy Blancard, né le 3 avril 1743 à Allan (généralité de Grenoble, actuel département de la Drôme), mort le 18 juin 1816 à Loriol-sur-Drôme, est un homme politique de la Révolution française.

## Biographie

### Mandat à la Constituante
En 1789, Guy Blancard, alors avocat, est élu représentant du tiers état pour la province du Dauphiné, le onzième sur treize, aux États généraux. 
Le 4 mai 1791, il vote en faveur du rattachement du Comtat Venaissin à la France. Le 30 juillet 1791, il est élu secrétaire de l’Assemblée aux côtés de Pierre-Marie-Athanase Babey (député du Jura) et de Benoît Lesterpt-Beauvais sous la présidence d'Alexandre de Beauharnais (député du Loir-et-Cher). Parallèlement à son mandat, il fréquente le club des Jacobins.

## Famille
Guy Blancard est le père d'Amable Guy Blancard, général de la Révolution française et du Premier Empire.  